# Сотова (річка)
Сотова, Скотовате — річка в Україні у Антрацитівському районі Луганської області. Ліва притока річки Нагольної (басейн Азовського моря).

## Опис
Довжина річки 11 км, похил річки 9,5 м/км, площа басейну водозбору 37,1 км², найкоротша відстань між витоком і гирлом — 10,80  км, коефіцієнт звивистості річки — 1,02. Формується декількома балками та загатами.

## Розташування
Бере початок на північно-східній стороні від села Клуникове. Тече переважно на північний захід понад селом і в селі Бобрикове впадає в річку Нагольню, ліву притоку річки Міусу.

## Цікаві факти
- У XIX столітті на річці існували молочно,- птице,- свино-товарні ферми (МТФ, ПТФ, СТФ), газгольдери та газові свердловини[1].